# アマテイ
アマテイ株式会社は、兵庫県尼崎市に本社をおく、釘やネジの製造販売を行う企業である。
伊藤忠丸紅鉄鋼と神戸製鋼所の持ち分法適用会社である。

## 沿革
- 1901年（明治34年） - 岸本製鉄所､尼崎に開設。
- 1911年（明治44年）5月 - 合資会社岸本製釘所､尼崎に設立､日本国内第二の製釘工場として当社発祥。
- 1924年（大正13年）1月 - 魚津要太郎が住友伸銅所より製釘設備を譲り受け、合資会社尼崎製釘所を設立。
- 1937年（昭和12年）5月 - 株式会社尼崎製釘所に改組され､魚津要太郎より､岸本商店経営下に移る。
- 1941年（昭和16年）9月 - 株式会社岸本商店､伊藤忠商事株式会社および株式会社丸紅商店と合併して三興株式会社を設立｡尼崎製釘所はその一事業部門となる｡
- 1944年（昭和19年）9月 - 三興株式会社､呉羽紡績株式会社および大同貿易株式会社が合併して大建産業株式会社設立。
- 1949年（昭和24年）12月 - 大建産業株式会社は再建整備計画により四社に分離。
  - 呉羽紡績株式会社(現東洋紡績株式会社と合併)、伊藤忠商事株式会社、丸紅株式会社、株式会社尼崎製釘所
- 1957年（昭和32年）12月 - 尼崎商事株式会社(アマテイ商事の前身)を設立。
- 1961年（昭和36年）12月 - 大阪証券取引所第2部に株式上場。
- 1965年（昭和40年）8月 - 尼崎鋼業株式会社を当社に合併。
- 1969年（昭和44年）6月 - アマテイ株式会社に商号変更。
- 2007年（平成19年）4月 - アマテイ商事株式会社を吸収合併。
- 2023年（令和5年）12月 - 名古屋証券取引所メイン市場へ株式を上場[1]。

## 製品
『木割れ最強釘』が特許を取得しており、木材の割れを防止する、としている。